# Synagoga w Radoszycach
Synagoga w Radoszycach – zbudowana najprawdopodobniej na początku XVII wieku w centrum miasta. Podczas II wojny światowej hitlerowcy doszczętnie zniszczyli synagogę. Po wojnie budynku synagogi nie odbudowano.